# میروسلاو کوراندا
میروسلاو کوراندا (انگلیسی: Miroslav Koranda؛ ۶ نوامبر ۱۹۳۴ – ۶ اکتبر ۲۰۰۸) قایقران روئینگ اهل چکسلواکی بود.
وی در مسابقات کشوری و بین‌المللی در مجموع برندهٔ ۳ مدال طلا، ۱ مدال برنز شده‌است.